# Peter Thönges
Peter Thönges (* 8. März 1774 in Montabaur; † 26. Januar 1851 ebenda) war ein deutscher Gutsbesitzer und Mitglied der Deputiertenkammer der Landstände des Herzogtums Nassau. 

## Leben
Peter Thönges war ein Sohn des Metzgers Peter Thönges (1748–1832) und dessen Ehefrau Margarethe Quack (1748–1818) und wurde nach seiner Ausbildung Regierungsadvokat im Amt Montabaur. Er gehörte dort zu den fünf höchstbesteuerten Grundbesitzern. In dieser Eigenschaft wählten ihn die Delegierten am 27. März 1833 zum Mitglied der Deputiertenkammer des Nassauischen Landtags.
Er war Präsident der Deputiertenkammer. 
1835 legte er seine Ämter nieder. Sein Nachfolger wurde Johannes Höchst.